# Бачалмаш
Бачалмаш или Аљмаш, старији назив Бачка Јабука (мађ. Bácsalmás, хрв. Aljmaš) је град у јужној Мађарској. Бачалмаш је седиште истоименог Бачалмашког среза у оквиру жупаније Бач-Кишкун.

## Природне одлике
Град Бачалмаш се налази у јужном делу Мађарске, веома близу границе са Србијом. Од престонице Будимпеште град је удаљен око 190 километара јужно.
Град се налази у средишњем делу Панонске низије, у делу Бачке који је остао у Мађарској (тзв. „Бајски троугао”). Подручје око насеља је равничарско, приближне надморске висине око 120 м. Око насеља се пружа Телечка пешчара.

## Историја
Бискуп Иван Антуновић је ту сахрањен.

## Становништво
Према подацима из 2013. године Бачалмаш је имао 6.811 становника. Последњих година број становника опада.
Данас је Бачалмаш претежно мађарско насеље, али су до Другог светског рата 2/3 становништва чинили Немци. После њиховог исељавања у матицу овде су досељени Мађари, пребегли из Словачке. Буњевачко становништво, некада знатно бројније, данас је сведено на мали број припадника. Тако данас Мађари чине 93% градског становништва, а у незнатном уделу су присутни и Немци (3%) и Буњевци (2%).

## Партнерски градови
- Борсек
- Бакнанг